# 나톰군
나톰군은 나콘파놈주의 행정 구역이다. 이 지역의 총 인구 수는 2005년 기준으로 21930명이다. 인구 밀도는 55.1km2이다.

## 행정 구역
| 번호 | 지명     | 태국어 지명 | 빌리지 | 인구  |  |
| ---- | -------- | ----------- | ------ | ----- |  |
| 1.   | Na Thom  | นาทม        | 15     | 8,310 |  |
| 2.   | Nong Son | หนองซน      | 12     | 8,331 |  |
| 3.   | Don Toei | ดอนเตย      | 8      | 5,289 |  |